# Leptaulax andamanarum
Leptaulax andamanarum es una especie de coleóptero de la familia Passalidae.

## Distribución geográfica
Habita en Andamán.